# Malcolm Mackey
Pour les articles homonymes, voir Mackey.
Ne doit pas être confondu avec Malcolm Mackay.
Malcolm Mackey (né le 11 juillet 1970 à Chattanooga, au Tennessee) est un ancien joueur américain de basket-ball, évoluant aux postes d'ailier fort et de pivot.